# Sanacja

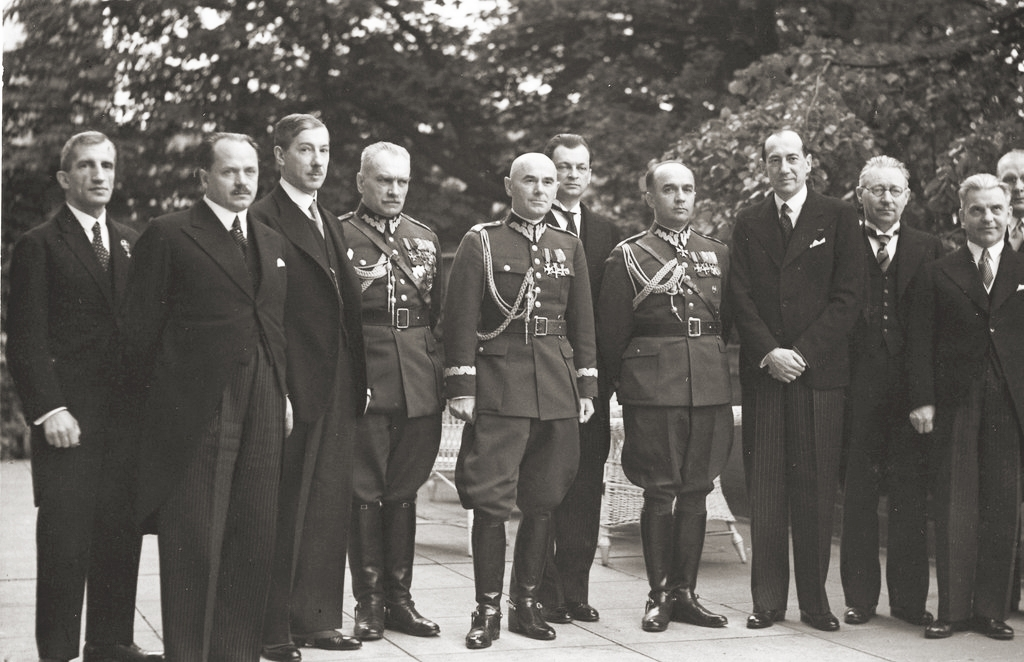
Minister der Sanacja-Regierung mit Marschall Edward Rydz-Śmigły (1936)

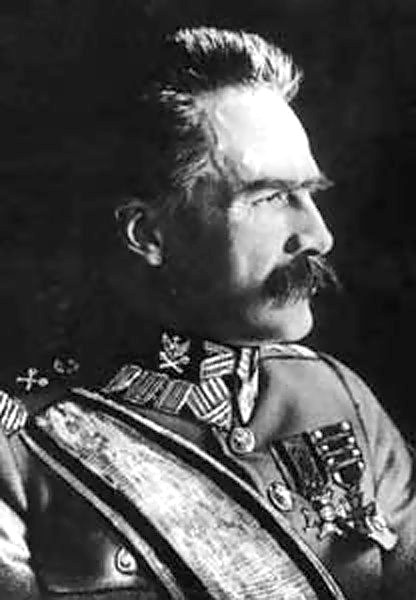
Anführer der Sanacja, der polnische Marschall Józef Piłsudski (1930)

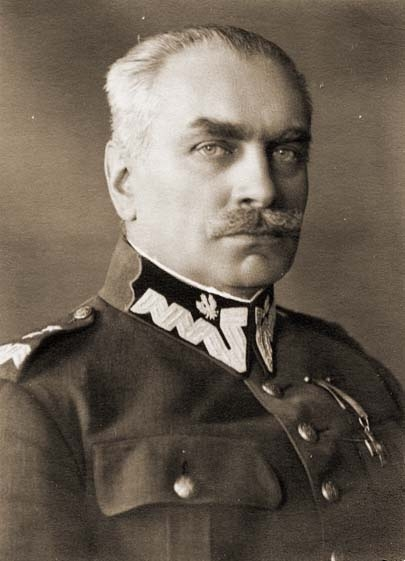
Der letzte Ministerpräsident der Sanacja, General Felicjan Składkowski (1938)

Sanacja (von lateinisch sanatio für Heilung) war die Eigenbezeichnung des autoritären Regimes in der Zweiten Polnischen Republik unter Józef Piłsudski und Edward Rydz-Śmigły zwischen 1926 und 1939.

## Geschichte
Der Begriff wurde von Piłsudskis Parolen während des Maiputsches 1926 abgeleitet, in denen zur „moralischen Heilung“ (poln. „sanacja moralna“) des öffentlichen Lebens der Gesellschaft in Polen aufgerufen wurde. Die Sanacja wurde zwischen 1928 und 1935 vor allem durch den überparteilichen Block Bezpartyjny Blok Współpracy z Rządem (BBWR) und die von ihm aufgestellten Regierungen mit zumeist Ministern und Ministerpräsidenten aus den Reihen des polnischen Militärs verkörpert. Sie propagierte einen autoritären Regierungsstil und schwächte die Opposition, indem sie eigene Anhänger dort zur Aufsplitterung der oppositionellen Parteien in konkurrierende Blöcke anstiftete. Dagegen wehrte sich das Mitte-Links-Bündnis Centrolew unter Führung von Wincenty Witos, das 1931 unter dem Vorwand, einen Putsch geplant zu haben, zerschlagen wurde. In der 1936 im Schweizer Exil von Ignacy Jan Paderewski gegründeten Front von Morges organisierten sich darüber hinaus auch hohe Militärs gegen die Sanacja, wie Władysław Sikorski und Józef Haller.
Nach Piłsudskis Tod 1935 entstanden innerhalb der Sanacja zwei Machtzentren – die Gruppe „Schloss“ (um Ignacy Mościcki, benannt nach der Residenz des von Piłsudski installierten Präsidenten, dem Warschauer Königsschloss) sowie die Gruppe der „Obristen“ um den neuen Marschall Edward Rydz-Śmigły, vorwiegend bestehend aus ehemaligen Mitgliedern der Blauen Armee und der polnischen Legion.

## Charakterisierung
Die Charakterisierung des Sanacja-Regimes ist umstritten und kann allenfalls als eine frühe Form des Militärregimes bezeichnet werden. Laut den Historikern Wolfgang Benz und Feliks Tych wies die Sanacja mit ihrem Nationalismus, Antikommunismus und teilweise Antisemitismus faschistische Züge auf, wenn es ihr auch nicht gelang, sich eine so breite Massenbasis zu verschaffen wie der italienische Faschismus oder der deutsche Nationalsozialismus. Der britische Soziologe Michael Mann rechnet die Sanacja dagegen zu den europäischen Regierungssystemen, die auf die Herausforderung durch die Weltwirtschaftskrise der 1930er-Jahre nicht mit Faschismus, sondern mit Korporatismus und Autoritarismus reagierten. Auch der britische Historiker Norman Davies bestreitet, dass das Regime faschistisch genannt werden kann, da die polnischen Sympathisanten des Faschismus, die es etwa innerhalb der Narodowa Demokracja gab, in Opposition zu ihm standen und es formal keine Diktatur darstellte. 1934 verbot die Sanacja-Regierung darüber hinaus als eindeutig faschistisch geltende Organisationen und Parteien, wie etwa die Falanga.
Der polnische Historiker Jerzy Holzer sieht zwar Tendenzen zur Errichtung eines faschistischen Regimes in Polen Ende der 1930er-Jahre, die durch den deutschen Überfall abgebrochen wurden. Sie seien aber keineswegs unumkehrbar gewesen, da es von kommunistischer, sozialistischer und demokratischer Seite sowie aus der Sanacja-Bewegung selbst stets starken Widerstand dagegen gegeben habe. Piłsudski selbst habe Polen als Vielvölkerstaat akzeptiert, weshalb Holzer stattdessen vorschlägt, für die Zeit vor dem Zweiten Weltkrieg von einem starken, aber unabgeschlossenen Polarisierungsprozess innerhalb der polnischen Gesellschaft zu sprechen. Auch der Historiker Stephen Lee hält die kontrafaktische Frage, ob Polen unter anderen Umständen einen vollausgebildeten Faschismus entwickelt hätte, für offen, betont aber, dass die Tendenzen in diese Richtung in Polen nicht Resultat eines Personenkults oder des Charismas eines Führers gewesen seien, sondern im Gegenteil Ergebnis von deren Fehlen: „Polish ‘fascism’ therefore served to conceal mediocrity rather than to project personal power.“

## Führungspersönlichkeiten der Sanacja
- Józef Beck
- Kazimierz Bartel
- Janusz Jędrzejewicz
- Eugeniusz Kwiatkowski
- Ignacy Mościcki
- Józef Piłsudski
- Aleksander Prystor
- Edward Rydz-Śmigły
- Walery Sławek
- Kazimierz Świtalski